# Motion Trio
Motion Trio est un groupe de musique polonais (trio d'accordéon acoustique), fondé en 1996 par Janusz Wojtarowicz, leader et auteur de la plupart des compositions. 
Ce groupe joue de l'accordéon d'une manière inhabituelle et sans précédent, qui lui a valu une reconnaissance internationale parmi les spectateurs et auditeurs. On trouve dans leur musiques de nombreuses influences : rock, jazz, musiques des Balkans et classique.
Ils ont été lauréats du Grand Prix du 4e Concours international de musique de chambre contemporaine Krzysztof Penderecki (2002) et d'autres récompenses en Pologne et dans d'autres pays (p. ex. Prix Gus Viseur 2005).
Le groupe a tourné et enregistré avec, entre autres  Michał Urbaniak, Bobby McFerrin, Tomasz Stańko et Michael Nyman.
Il effectue régulièrement des tournées dans plusieurs pays d'Europe (Allemagne, France) et en Amérique du Nord. 
En France, il a participé aux folles journées de Nantes et s'est produit en novembre 2010 à la Comédie-Française.

## Composition
- Janusz Wojtarowicz - leader, accordéon chromatique à touches piano
- Marcin Gałażyn - accordéon chromatique à boutons
- Paweł Baranek - accordéon chromatique à boutons

Ils possèdent tous les trois le même modèle d'accordéon, un Pigini Sirius. Seul le clavier de la main droite change.

## Discographie
- 1999 : Cry
- 1999 : Pictures
- 2001 : Play-Station
- 2002 : Live in Vienna (« Sacrum & Profanum »)
- 2003 : Pictures From The Street (nouvelles versions de certains morceaux de Pictures et Cry )
- 2007 : Metropolis
- 2009 : Motion Trio & Michael Nyman, avec Michael Nyman
- 2010 : Chopin
- 2011 : Brahms, Liszt and...
- 2012 : Mussorgsky Prokofiev Shostakovich Khachaturian
- 2013 : City Of Harmony, avec L.U.C
- 2013 : Nic Się Nie Stało, avec L.U.C
- 2013 : Polonium
- 2018 : Accordion Stories